# كارولينا دي موراس
كارولينا أندريا دي موراس ألفارادو (بالإسبانية: Carolina de Moras)‏ (من مواليد 24 فبراير 1981 في أوسورنو) هي عارضة أزياء وممثلة ومقدمة تلفزيونية تشيليّة من أصلٍ فرنسيّ.

## السينما
| السنة | الفيلم          | الدور                | المُخرج        |
| ----- | --------------- | -------------------- | ------------- |
| 2010  | كي بينا تو فيدا | ماريا ديل بيلار ليون | نيكولاس لوبيز |

## التلفاز

### العروض التلفزيونيّة
| السنة        | العنوان                                                         | العنوان الأصلي                                       | الدور                              | القناة                   |
| ------------ | --------------------------------------------------------------- | ---------------------------------------------------- | ---------------------------------- | ------------------------ |
| 2007         | شوكولاتة                                                        | Chocolate                                            | مقدمة                              | القناة 13                |
| 2009         | حياةُ الصباح                                                     | Viva la mañana                                       | مقدمة                              | القناة 13                |
| 2010-2011    | صباحُ الخير للجميع                                               | Buenos días a todos                                  | مقدمة                              | تلفزيون ناسيونال د تشيلي |
| 2013         | على الهواء مباشرة من السجادة الحمراء: مهرجان فينيا ديل مار 2013 | Live from the Red Carpet: 2013 Viña del Mar Festival | مقدمة                              | تشيليفزيون               |
| 2013         |                                                                 | Fiebre de Viña                                       | مقدمة (مع كريستيان سانشيز وأمريكو) | تشيليفزيون               |
| 2013         | اقفز إذا استطعت                                                 | Salta si puedes!                                     | مقدمة (مع رافائيل أرانيدا )        | تشيليفزيون               |
| 2013 - حاليًا | مواهبُ تشيلي                                                     | Talento chileno                                      | لجنة التحكيم                       | تشيليفزيون               |
| 2014         | مهرجان فينيا ديل مار الدولي للأغنية                             | 2014 Viña del Mar International Song Festival        | مقدمة (مع رافائيل أرانيدا )        | تشيليفزيون               |
| 2015         | ليتل جاينتس (تشيلي)                                             | Pequeños Gigantes (Chile)                            | مقدمة                              | تشيليفزيون               |
| 2015         | مهرجان فيينا ديل مار الدولي للأغنيّة                             | 2015 Viña del Mar International Song Festival        | مقدمة (مع رافائيل أرانيدا)         | تشيليفزيون               |
| 2015 - حاليًا | صباحُ الخير من تشيليفيزيون                                       | La mañana de Chilevisión                             | مقدمة (مع إجناسيو جوتيريز)         | تشيليفزيون               |

### المسلسلات
| السنة | العنوان | العنوان الأصلي   | الدور            | القناة    |
| ----- | ------- | ---------------- | ---------------- | --------- |
| 2008  |         | Transantiaguinos | أندريا فالديفيسو | القناة 13 |

### العروض الخاصة
| السنة | العنوان            | العنوان الأصلي        | الدور | القناة |
| ----- | ------------------ | --------------------- | ----- | ------ |
| 2010  | تيليثون تشيلي 2010 | 2010 Chilean teletho  | مقدمة | أناتيل |
| 2011  | تيليثون تشيلي 2011 | 2011 Chilean telethon | مقدمة | أناتيل |